# Ulrich II. von Treffen

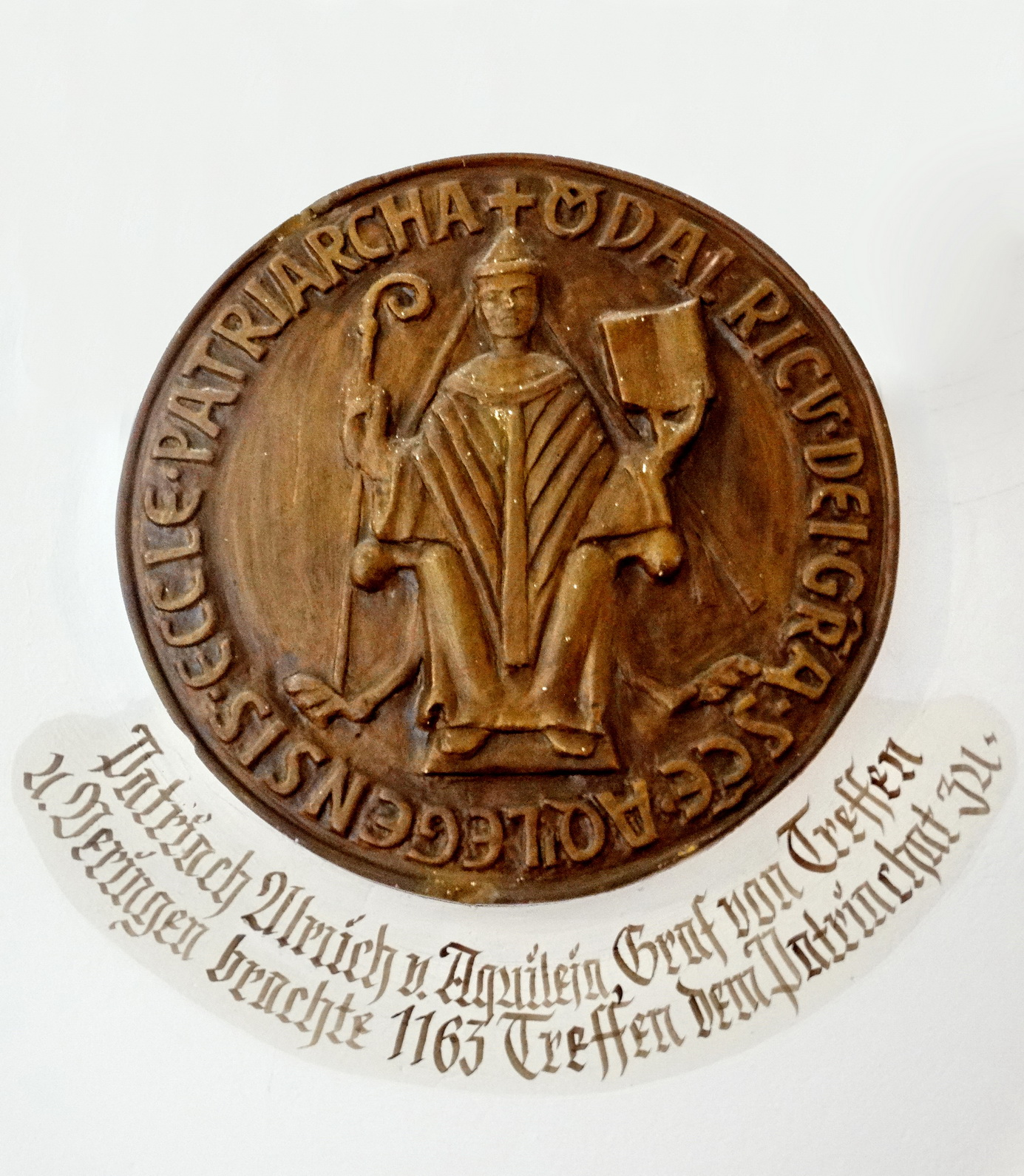
Siegel von Ulrich II. von Treffen. Siegel-Inschrift: + (V)ODALRICU DEI GRA SCE AQILEGENSIS ECCLE PATRIARCHA. Die Nachbildung des Siegels befindet sich im Rathaus von Treffen (Kärnten)

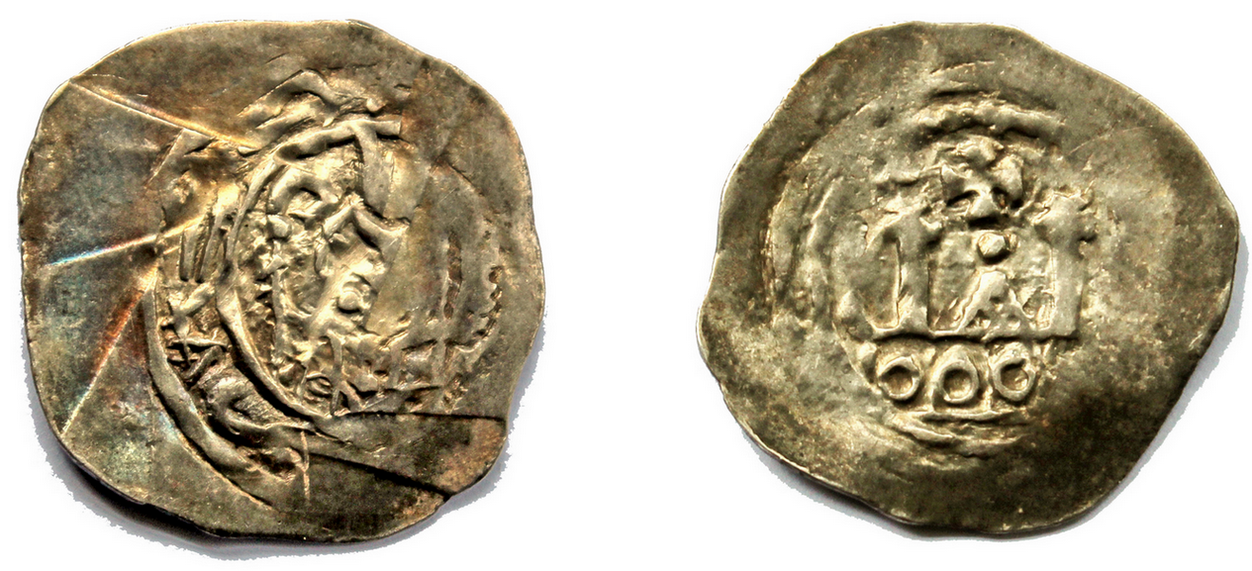
Friesacher Pfennig um das Jahr 1190 mit Darstellung Ulrich II. von Treffen; 1161–1181 Patriarch von Aquileia. Vorderseite: AQVILEGIA P; Ulrich II. in Bischofsrobe mit halbmondförmigem Halsausschnitt, Krummstab und Buch. Rückseite: Kirchenfassade ohne Trennstriche zwischen den Simsringeln.

Ulrich II. von Treffen († 1. April 1182) auch lateinisch Udalrich/Voldoricus de Treven genannt, war von 1161 bis 1181 Patriarch von Aquileia in Norditalien. Zunächst unterstützte er Kaiser Friedrich I. (Barbarossa) in seinem erfolglosen Kampf um die Vorherrschaft über die nördlichen italienischen Staaten und das Papsttum. Dabei war er in einen Streit mit dem Patriarchen von Grado involviert, in dem er letztlich erfolgreich war. Beim Friedensschluss 1177 zwischen Kaiser Friedrich I. und Papst Alexander III. war er vermittelnd tätig. Ulrich starb am 1. April 1182, nachdem er zwanzig Jahre, sieben Monate und sieben Tage dem Patriarchat vorstand.

## Abstammung und Herkunftsfamilie
Ulrich war der Sohn des Grafen Wolfrad II. von Treffen (Abensberg) und Ratenstein, Vogt von Isny. Der Vater entstammte dem schwäbischen Dynastengeschlecht der Grafen Altshausen-Veringen. Bekanntester Vertreter dieses Geschlechtes ist Hermann der Lahme (Hermannus Contractus, Hermann von der Reichenau), Autor einer ersten Weltchronik mit der Datierung nach Christi Geburt und der mutmaßlicher Autor des Salve Regina. Dieser ist in einem Fresko der Stiftskirche Ossiach dargestellt. Hermann selbst führte seine Abstammung bis auf den Heiligen Ulrich von Augsburg († 4. Juli 973) zurück.
Ulrichs Mutter Hemma war die Tochter von Graf Weriand (bis 1130 Vogt von Gurk / Kärnten), ein Nachkomme von Graf Askuin, ein Verwandter der bedeutenden Gräfin Hemma von Gurk. Von ihr stammte auch der Besitz der Herrschaft Treffen (Kärnten) mit der Burg Treffen (Kärnten) und dem Titel Graf von Treffen sowie die Burg Tiffen.
Ulrichs Schwester Willbirg (erste Erwähnung 1169, † vor 1212) war mit dem Grafen Heinrich von Lechsgemünd-Matrei und Mittersill verheiratet (erste Erwähnung 1169, † ca. 1207).

## Amtsantritt

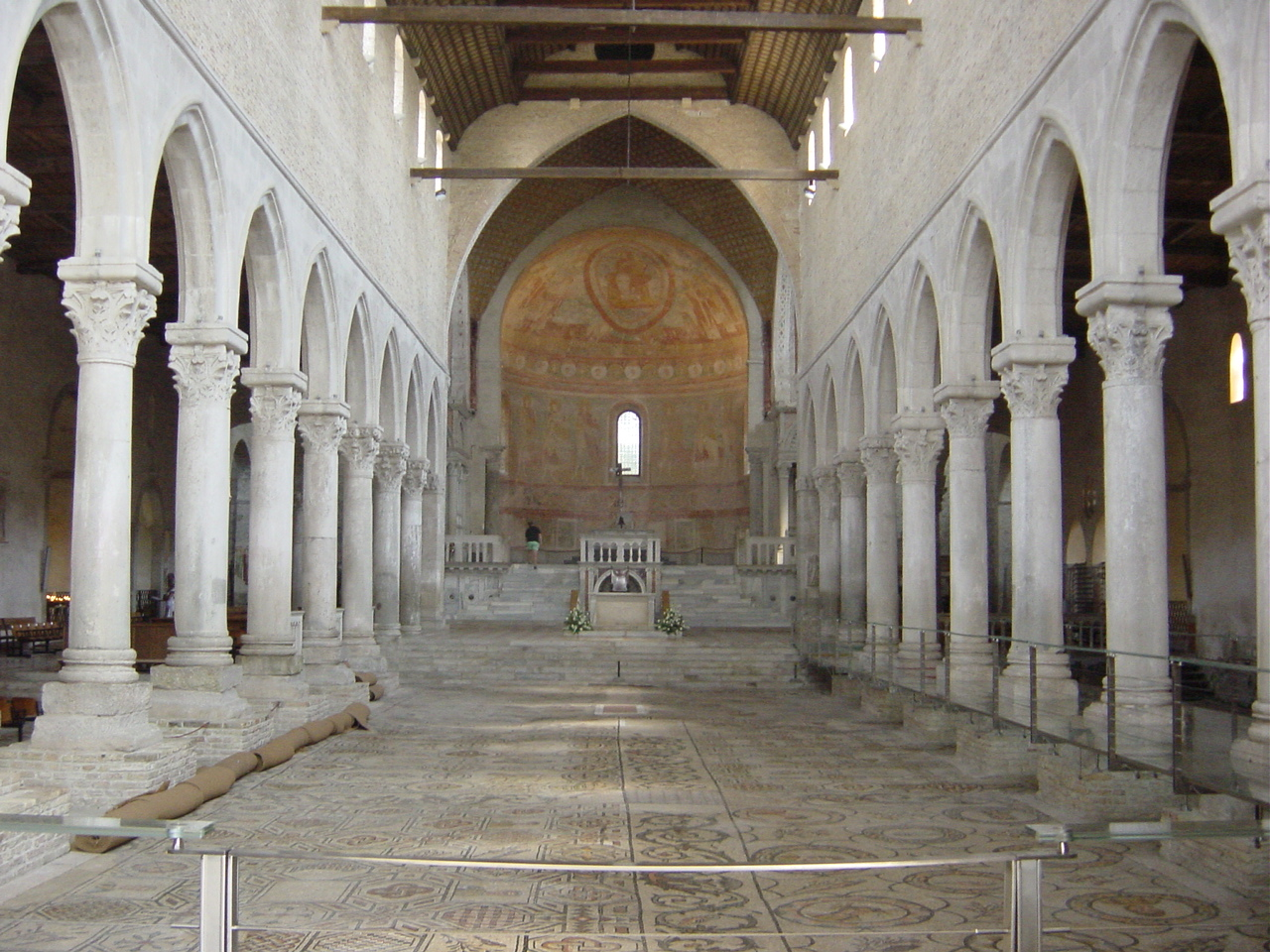
Innenansicht der Basilika von Aquileia

Über die geistliche Laufbahn Ulrichs ist nichts bekannt. Als am 8. August 1161 Patriarch Piligrim (Peregrin) aus dem Kärntner Herzoggeschlechte der Sponheimer starb, gelangte Ulrich, sein Verwandter, zur Nachfolge im Hochstift und leistete Kaiser Friedrich I. (Barbarossa) am 29. September 1161 die Huldigung.
Ulrich von Treffen wurde in einer schwierigen Zeit zum Patriarchen von Aquileia berufen. Nach dem Tod von Papst Hadrian IV. war durch den Zwist über die Wahl seines Nachfolgers der Kampf um die Vorherrschaft zwischen Kaiser und Papst in ein neues Stadium getreten. Es verschärften sich die Streitigkeiten zwischen dem Stauferkaiser Friedrich I. und Papst Alexander III. Dabei standen Venedig und das Patriarchat von Grado (Aquileia Nova), das schon lange mit Aquileia konkurrierte, dem Kaiser und seinen Anhängern feindlich gegenüber. Während die kirchlich Gesinnten Papst Alexander III. als rechtmäßigen Papst anerkannten, ließ Kaiser Friedrich I. dessen Wahl verwerfen und das Edikt ergehen, dass Viktor IV., den seine Partei entgegengesetzt hatte, als Papst anzuerkennen sei. Wer es wagen sollte, sich für Alexander III. einzusetzen, würde mit dem Tode bestraft werden. Daraufhin beantwortete Alexander III. diese Befehle mit dem Bannfluch über Friedrich I. und Viktor IV. sowie deren Anhänger.
Um die weltliche Investitur zu erlangen, war Ulrich am 8. September 1162 von dem kaiserlichen Notar Burchard begleitet nach Cremona an Friedrichs I. Hoflager gegangen.
Der Kaiser erteilte ihm die Regalien jedoch nur gegen das Versprechen, dass er dem (Gegen-)Papst Viktor IV. gegenüber gehorsam sei und sich gleich zu ihm begeben werde. Darauf verließ Ulrich das kaiserliche Hoflager, täuschte jedoch unterwegs Unwohlsein vor und setzte seine Reise fort, ohne sich Papst Viktor IV. vorgestellt zu haben, der gerade in Reggio weilte.
Der Notar Burchard, der mit Ulrich gegangen war, um ihn in den Besitz der Regalien des Patriarchates von Aquileia zu bringen und ihn in das Bistum Belluno einzuführen, widersetzte sich gemeinsam mit Herzog Heinrich von Kärnten diesem Vorgehen. Die beiden konnten sich jedoch Ulrich gegenüber nicht durchsetzen.
Burchard setzte dennoch die Reise mit dem Patriarchen fort, um die von Ulrich zugesagte Kriegsrüstung zu unterstützen und gleichzeitig alle Unternehmungen Ulrichs gegen den Papst zu verhindern.
Am vierten Tag erreichten sie Venedig und schnell verbreitete sich die Nachricht über die Vorgehensweise des Patriarchen. Die Kardinäle, die hier ihren Wohnsitz hatten und Anhänger von Alexander III. waren, freuten sich sehr über diese Vorgehensweise.
Da sich die Venezianer sehr über die Vorgehensweise wunderten, verbreitete Burchard das Gerücht, der Kaiser habe dies absichtlich befohlen, um die Gegenpartei in Versuchung zu führen. Damit hoffte Burchard das Missgeschick des Kaisers den Venezianern wenigstens für einige Zeit verbergen zu können.
Danach trat Ulrich in Begleitung des Herzogs Heinrich von Kärnten und Burchards zur See seine Rückkehr nach Aquileia an. Unterwegs änderten sie ihren Reiseplan. Ulrich und Burchard steuerten durch die Sümpfe auf Treviso zu. Der Herzog aber ließ sich in einem kleinen Nachen von vier Matrosen rudern, während sein Gefolge auf einem stark gebauten Schiff fuhr. Als er zu den Mündungen des Tagliamento kam, wurde er mitsamt dem leicht gebauten Boot von den außerordentlich angeschwollenen Fluten begraben. Burchard wich aber dem Patriarchen nicht von der Seite und konnte ihn endlich dazu bringen, dem Gegenpapst Viktor IV. die Erklärung seines Gehorsams zuzuschicken. Darüber hinaus erteilte Ulrich seinen Vasallen den Befehl, sich zu dem vom Kaiser verlangten Kriegszug zu stellen.

## Kampf um Grado
Dem jungen Patriarchen kam die Heeresfolge, die er dem Kaiser leisten musste, teuer zu stehen.
Die Venezianer hatten sich auf die Seite von Papst Alexander III. gestellt und sollten deshalb die Rache von Kaiser Friedrich I. spüren. Friedrich befahl 1162 Verona, Ferrara und Padua von der einen Seite die venezianischen Besitzungen anzugreifen, während Ulrich und der Adel von Friaul die Insel Grado zurückerobern sollten, das die Venezianer zuvor dem Patriarchat Aquileia entrissen hatten. Der Patriarch von Grado, Enrico Dandolo, sah sich gezwungen nach Venedig zu fliehen. Der Doge Vitale Michiel II. antwortete mit Macht und sandte eine schlagkräftige Flotte nach Grado. Ulrich II. wurde zusammen mit 12 Domherren und 700 friaulischen Edelleuten durch die Venezianer gefangen genommen, während viele Fliehende verfolgt, getötet und das Land ringsum verwüstet wurde.
Siegreich kehrten die Venezianer heim und steckten den Patriarchen Ulrich II. und die friaulischen Edelleute in das Gefängnis. Deren Freilassung ging ein schmachvoller Vertrag voraus, in dem sich der Patriarch von Aquileia verpflichten musste jährlich am „giovedi grasso“ (Schmotziger Donnerstag) 12 fette Schweine und 12 große Brote als Tribut an die Republik Venedig zu liefern.
In den folgenden Jahren wurden die Tiere bei einem öffentlichen Fest geschlachtet, um den Sieg des Dogen Vitale Michiel II. über Ulrich II. von Treffen im Jahre 1162 zu feiern. Aus diesem Fest entwickelte sich der venezianische Karneval.

## Ulrich II. wendet sich Papst AlexanderIII. zu
Mit dem Jahre 1163 wird deutlich, dass Ulrich II. sich vom Kaiser und dem von ihm anerkannten Papst Viktor IV. losgesagt hatte, denn auf dem Tag zu Würzburg, der von Friedrich I. auf Ostern ausgeschrieben worden war, erschienen weder Ulrich noch einer seiner Stellvertreter.
Als Friedrich I. Ende Oktober 1163 wieder nach Italien kam, hatte sich Ulrich an dessen Hof in Lodi eingefunden und begleitete dort im November 1163 Kaiser Friedrich I., Papst Viktor IV. und den Abt von Cluny, als die Gebeine des seligen Bassianus in feierlicher Prozession von Alt-Lodi nach Neu-Lodi übertragen wurden.
Als am 20. April 1164 Papst Viktor IV. verstarb und schon vier Tage später, abermals in ungesetzlicher Weise, ein neuer Gegenpapst, Paschalis III., aufgestellt wurde, sagte sich Ulrich von dem Schisma los. Er fand jedoch im Domkapitel bis ca. 1170 heftigen Widerstand gegen diese Entscheidung.
Auch Kaiser Friedrich I., war mit dieser Ernennung des neuen Gegenpapstes unzufrieden, die gegen seinen Willen vorgenommen wurde. Ulrich und der Bischof von Concordia erschienen bei Erzbischof Eberhard und eröffneten ihm, es sei der Wille des Kaisers, dass der Zwiespalt der Kirche friedlich beigelegt werden solle.

## Ulrich II. wird als Patriarch von Papst Alexander III. bestätigt
Erst um 1169 erhielt Ulrich die Bestätigung seiner Wahl durch Papst Alexander III. Darüber hinaus erhielt er später noch die Würde eines päpstlichen Legaten.

## Ulrich II. als Bindeglied zwischen Kaiser FriedrichI. und Papst Alexander III.
Nach der Schlacht von Legnano am 29. Mai 1176 versuchte sich Kaiser Friedrich I. mit Papst Alexander III. auszusöhnen.
Alexander III. erklärte sich zum Abschluss eines Friedens bereit, wenn auch König Wilhelm von Sizilien, der griechische Kaiser und der Bund der Lombarden in den Friedensvertrag mit aufgenommen werden würden, und deren Vertreter auch an den Friedensverhandlungen teilnehmen würden. Friedrichs Gesandte stimmten diesem Vorschlag zu.
Der Friede und die Einigkeit der Kirche sollte auf einem feierlichen Konzil, in Gegenwart von Papst Alexander III. und Friedrich I. verkündet werden. Friedrich befahl Ulrich diesem Konzil beizuwohnen und möglichst bereits vorher nach Ravenna kommen solle, da Friedrich seinen verständigen Rat benötige.
In einem weiteren Schreiben eröffnete Kaiser Friedrich dem Patriarchen, dass das Konzil an Maria Lichtmess in Ravenna gehalten werde. Er forderte Ulrich auf, in Begleitung seiner Prälaten dorthin zu kommen. Diese wiederholte schriftliche Aufforderung, sollte Erzbischof Wichmann von Magdeburg auch noch mündlich überbringen.
Daraufhin hatte Ulrich seine Suffragan-Bischöfe aufgefordert, gemeinsam mit ihm am Hoflager des Kaisers in Ravenna zu erscheinen. Die Rektoren der Mark waren sehr verwundert, als sie von Ulrichs Vorhaben erfuhren, und schickten ihm sogleich ein Abmahnungsschreiben, worin sie ihm unumwunden erklärten, dass es für ihn unanständig sei, diesem Ruf zu folgen. Sie verboten ihm geradezu unter irgendeinem Vorwand zum Kaiser zu gehen, da dies gegen die apostolische Majestät sei, und der Rücksicht zuwiderlaufe, die er gegen sie zu beobachten verpflichtet sei.
Ähnliche Befehle hatten die Rektoren an die Suffraganbischöfe Ulrichs erlassen. Tatsächlich getraute sich der Bischof von Padua nicht, aus Furcht vor der Erbitterung des Volkes dem Ruf des Patriarchen Folge zu leisten.
Ulrich begab sich ungeachtet des förmlichen Verbotes von Seiten der Rektoren, mit seinen Bischöfen, Prälaten und andern Getreuen auf den Weg, um dem Ruf des Kaisers zu folgen.

## Ulrich II. vermittelt den Frieden zwischen Kaiser FriedrichI. und Papst Alexander III.
Die dringende Einladung, die der Kaiser inzwischen erneut an Ulrich schickte, führte dazu, dass sich Ulrich über die Bedenken der Kardinäle hinwegsetzte. Er begab sich, ohne die nahe Ankunft des Papstes abzuwarten, an das Hoflager des Kaisers. So befand er sich Ende Februar 1177 im Schloss Candelare (eine halbe Meile südlich von Pesaro) und am 16. März im Schloss Coccorane (zwei Meilen südlich von Pesaro).
Ulrich eilte jedoch bald wieder zurück, um am 24. März Alexander III. bei seinem Einzug in Venedig mit dem Herzog und dem Patriarchen von Venedig samt den Suffragan-Bischöfen feierlich zu begleiten.
Nach Venedig kam später auch der Erzbischof von Magdeburg und der Erwählte von Worms, um für den Verhandlungsort neue Vorschläge zu unterbreiten, da das ursprünglich ausgewählte Bologna von Friedrich abgelehnt worden war.
Um das angefangene Friedenswerk nicht abzubrechen, ging Alexander selbst nach Ferrara, wohin er alle Bischöfe und Rektoren der lombardischen Städte auf den Palmsonntag (17. April 1177) bestellte.
Von Seite der Lombarden fanden sich dort ein: Patriarch Ulrich, die Erzbischöfe von Ravenna und Mailand mit deren Suffraganen, sowie die Rektoren der Städte mit den Markgrafen und Grafen.
Nach heftigem Streit kam man überein, dass Venedig der Ort der Verhandlung sein sollte und der Papst fuhr sogleich dorthin zurück.
Am Abend des 23. Julis landete auch der Kaiser in Venedig und wurde am Morgen des folgenden Tages vom Bann losgesprochen. Darauf führte ihn der Patriarch von Venedig in die Kirche des heiligen Markus, wo der Papst ihn erwartete und ihm den Friedenskuss erteilte.
Der Papst las selbst die heilige Messe und hielt nach dem Evangelium die Anrede an die versammelte Menge. Dabei ließ der Papst seine lateinische Ansprache dem Kaiser durch den Patriarchen Ulrich ins Deutsche übersetzen.
Am ersten August wurde in feierlicher Versammlung, die Alexander mit einer Rede eröffnet hatte, der Friede zwischen dem Reich und der Kirche beschworen.
An den folgenden Tagen wurden viele Geschäfte erledigt. Ulrich nahm an diesen Verhandlungen persönlich und lebhaft Anteil und sorgte dabei auch für die Interessen seines großen Sprengels.
Mit Freude und Ehre wurde Ulrich vom Klerus und dem Volk bei seiner Rückkehr von diesem denkwürdigen Tag aufgenommen, der den langjährigen Zwist zwischen Papst und Kaiser beendete.
Nur einer war bei dieser Aussöhnung leer ausgegangen: der Erzbischof von Salzburg Adalbert III. von Böhmen. Alexander sah sich gezwungen, ihn aufzugeben, da der Kaiser ihn unversöhnlich hasste. Im Gegenzug hatte der Kaiser den von ihm ernannten Erzbischof Heinrich fallengelassen.
Auf die Bitte des Papstes nahm Ulrich den Erzbischof von Salzburg an seinen Hof und bereitete ihm einen ehrenvollen Aufenthalt, bis er vom Papst mit einem anderen Erzbistum betraut werden sollte.

## Späte Jahre
Während Ulrich sich anschließend von diesen mühevollen Anstrengungen ausruhen wollte, erhielt er von seinen Eltern die Nachricht, dass Kriegsleute des Herzoges Hermann von Kärnten ihr Schloss belagert hätten und sie baten ihn umgehend herbeizueilen.
Ulrich gab sofort alle anderen Vorhaben auf und sammelte so viele Vasallen, wie er in der Eile konnte, und eilte nach Kärnten. Jedoch schon in Villach erreichte ihn die Nachricht, dass Treffen von den Feinden bereits erobert und besetzt sei. Auf den Rat seiner Getreuen machte er jedoch keinen Versuch, Treffen durch eine Belagerung zurückzuerobern, da er dazu nicht ausgerüstet war. Unverrichteter Dinge musste er daher wieder nach Aquileia zurückkehren.
Kaiser Friedrich I. hatte am 25. Januar 1180 dem Patriarchen einen umfassenden Bestätigungsbrief über alle Rechte und Besitzungen erteilt, und ihm darin auch die Insel Grado mit allen deren Zugehörungen, samt dem Gebiet zwischen den zwei Flüssen Piave und Livenza zugesprochen.
Da über Grado langjährige Zwistigkeiten mit dem Patriarchen von Venedig bestanden, der eigentlich von Grado seinen Namen führte, suchte Ulrich auch diesen Zwist vor dem päpstlichen Stuhl auszugleichen. Während Patriarch Heinrich von Venedig selbst nach Rom ging, sandte Ulrich den Bischof Johann von Vicenza und den aquileier Scholastiker Romulus als seine Prokuratoren dorthin. Heinrich entsagte dort zu Gunsten Ulrichs und seiner Nachfolger auf die Bistümer Istriens und alle Schätze, welche Popo von Grado früher fortgenommen hatte, sowie alle Besitzungen, welche die Kirche von Grado an den strittigen Grenzen hatte. Er entsagte damit für sich und alle seine Nachfolger auf die Metropolitan-Rechte über alle Kirchen, die Aquileia besitzt und über dessen sechzehn untergebene Bistümer.
Nachdem Ulrich auf diese Weise die äußeren Verhältnisse des Patriarchates geregelt hatte, lenkte er seine Bemühungen auf die innere Befriedung seines Patriarchats und führte die Kanoniker aufgrund seiner Position als apostolischer Legat und Metropolit auf die Linie Alexanders III.

### Ausgestaltung der Krypta in der Basilika von Aquileia

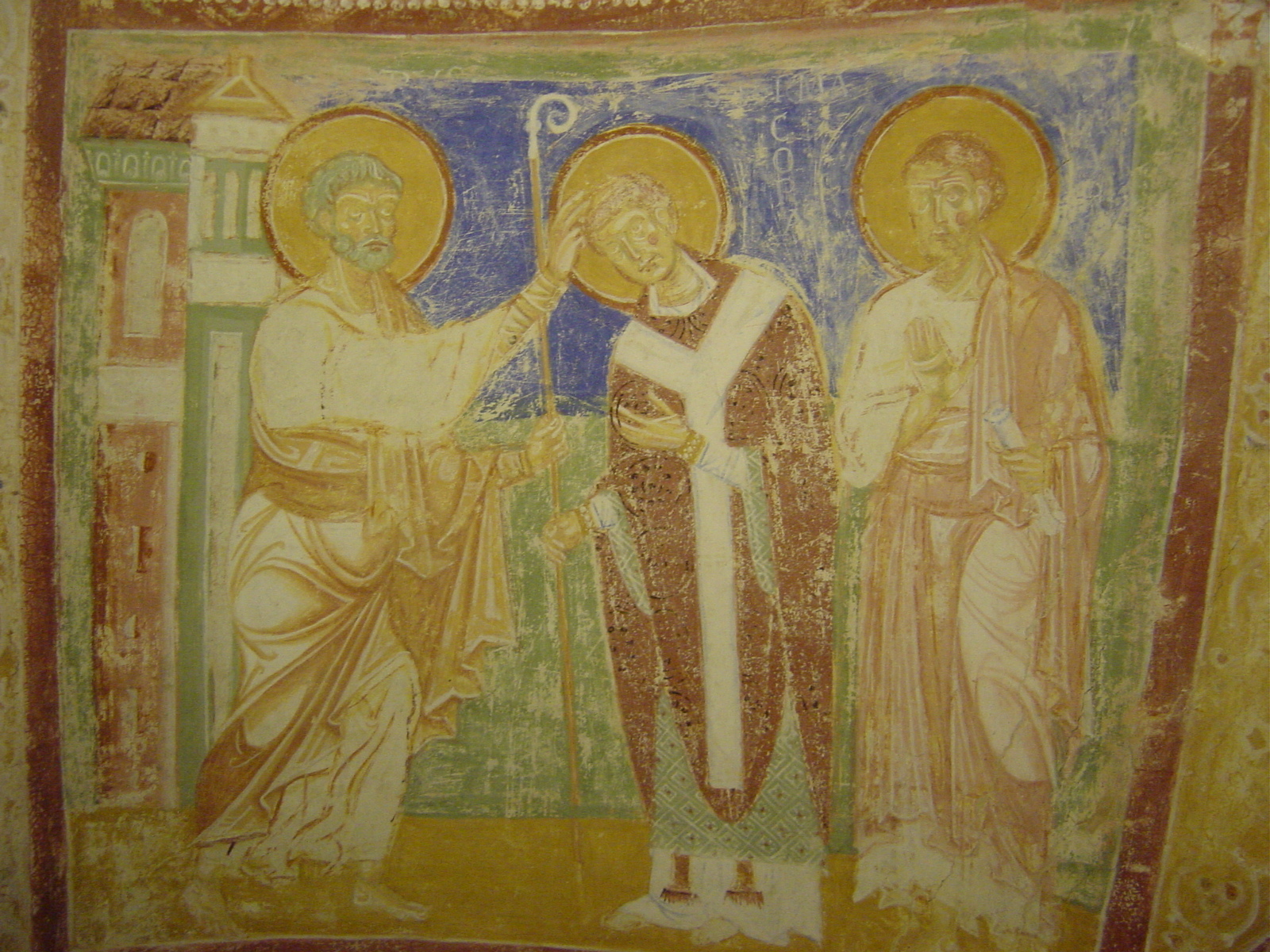
Von Ulrich II. in Auftrag gegebenes Fresko: Hermagoras wird in Anwesenheit des Markus durch Simon Petrus zum Bischof geweiht.

Ulrich II. ließ um 1180 die Krypta der Basilika von Aquileia an den Decken und Wänden mit prächtigen Fresken im veneto-byzantinischen Stil ausmalen. Die Fresken sind außergewöhnlich gut erhalten.
Die dargestellten Themen sind die Leiden Christi und die Geschichte des Hl. Hermagoras, des ersten Märtyrers von Aquileia.
Die Qualität der Erhaltung dieser Fresken ist außergewöhnlich gut. Normalerweise sorgen Feuchtigkeitsschäden u. a. dafür, dass in diesem Bereich nur noch Reste von Malereien erhalten bleiben, wenn überhaupt. Der byzantinische Einfluss ist besonders in der Szene der Kreuzabnahme nicht zu übersehen.
Ulrich II. von Treffen starb am 1. April 1182.